# 59 Elpis
59 Elpis (mednarodno ime je tudi 59 Elpis, starogrško starogrško ἐλπίς: Elpís) je velik in temen asteroid tipa C v glavnem asteroidnem pasu. 

## Odkritje
Asteroid je odkril Jean Chacornac (1823 – 1873) 12. septembra 1860. . Ime je dobil po Elpis, poosebljeni sreči v grški mitologiji.

## Lastnosti
Asteroid Elpis obkroži Sonce v 4,47 letih. Njegova tirnica ima izsrednost 0,117, nagnjena pa je za 8,631° proti ekliptiki. Njegov premer je 164,8 km, okrog svoje osi pa se zavrti v 13,69 h .